# ウィリアム・スンシング
ウィリアム・スンシング（William Sunsing Hidalgo、1977年5月12日 - ）は、コスタリカの元サッカー選手。元コスタリカ代表。ポジションはフォワード。

## 来歴
2000年1月にコスタリカ代表デビュー。翌月の2000 CONCACAFゴールドカップにも出場、準々決勝では1得点を決めた。2002 FIFAワールドカップ・北中米カリブ海予選・最終予選では8試合に出場、1位で突破し3大会ぶりのワールドカップ出場権を獲得した。2002 CONCACAFゴールドカップでは3試合に出場、準優勝した。2002 FIFAワールドカップのメンバーにも選ばれたが、出場機会は無かった。2009年までに35試合に出場、3得点をあげた。

## 代表歴

### 出場大会
- コスタリカ代表
  - 2002 FIFAワールドカップ

### 試合数
- 国際Aマッチ 35試合 3得点（2000年-2009年）[1]

| コスタリカ代表 | 国際Aマッチ | 国際Aマッチ |
| 年             | 出場        | 得点        |
| -------------- | ----------- | ----------- |
| 2000           | 7           | 1           |
| 2001           | 8           | 1           |
| 2002           | 6           | 0           |
| 2003           | 0           | 0           |
| 2004           | 1           | 1           |
| 2005           | 2           | 0           |
| 2006           | 0           | 0           |
| 2007           | 0           | 0           |
| 2008           | 8           | 0           |
| 2009           | 3           | 0           |
| 通算           | 35          | 3           |